# Joué-du-Bois
Joué-du-Bois ist eine französische Gemeinde mit 386 Einwohnern (Stand: 1. Januar 2022) im Département Orne in der Region Normandie. Sie gehört zum Arrondissement Alençon und zum Kanton Magny-le-Désert. Die Einwohner werden Gaudiacéens genannt.

## Geographie
Die Gemeinde Joué-du-Bois liegt etwa 28 Kilometer nordwestlich von Alençon im Regionalen Naturpark Normandie-Maine. Sie wird umgeben von den Nachbargemeinden Rânes im Norden, Le Champ-de-la-Pierre im Nordosten und Osten, Saint-Martin-l’Aiguillon im Osten, Carrouges im Südosten, Lignières-Orgères im Süden, La Motte-Fouquet im Südwesten und Westen, Magny-le-Désert im Westen sowie La Chaux im Westen und Nordwesten.

## Bevölkerungsentwicklung
| Jahr                       | 1962 | 1968 | 1975 | 1982 | 1990 | 1999 | 2006 | 2013 | 2021 |
| -------------------------- | ---- | ---- | ---- | ---- | ---- | ---- | ---- | ---- | ---- |
| Einwohner                  | 590  | 526  | 429  | 416  | 391  | 428  | 438  | 418  | 397  |
| Quellen: Cassini und INSEE |      |      |      |      |      |      |      |      |      |

## Sehenswürdigkeiten
- Dolmen Pierre aux Loups und de la Grandière, Menhir d'Outres, zusammen Monument historique
- Stein Toquante
- Kirche Saint-Jean-Baptiste aus dem 19. Jahrhundert
- Kapelle Notre-Dame-de-Liesse im Ortsteil La Raitière
- Herrenhaus mit Park aus dem 15. Jahrhundert
- Wasserturm

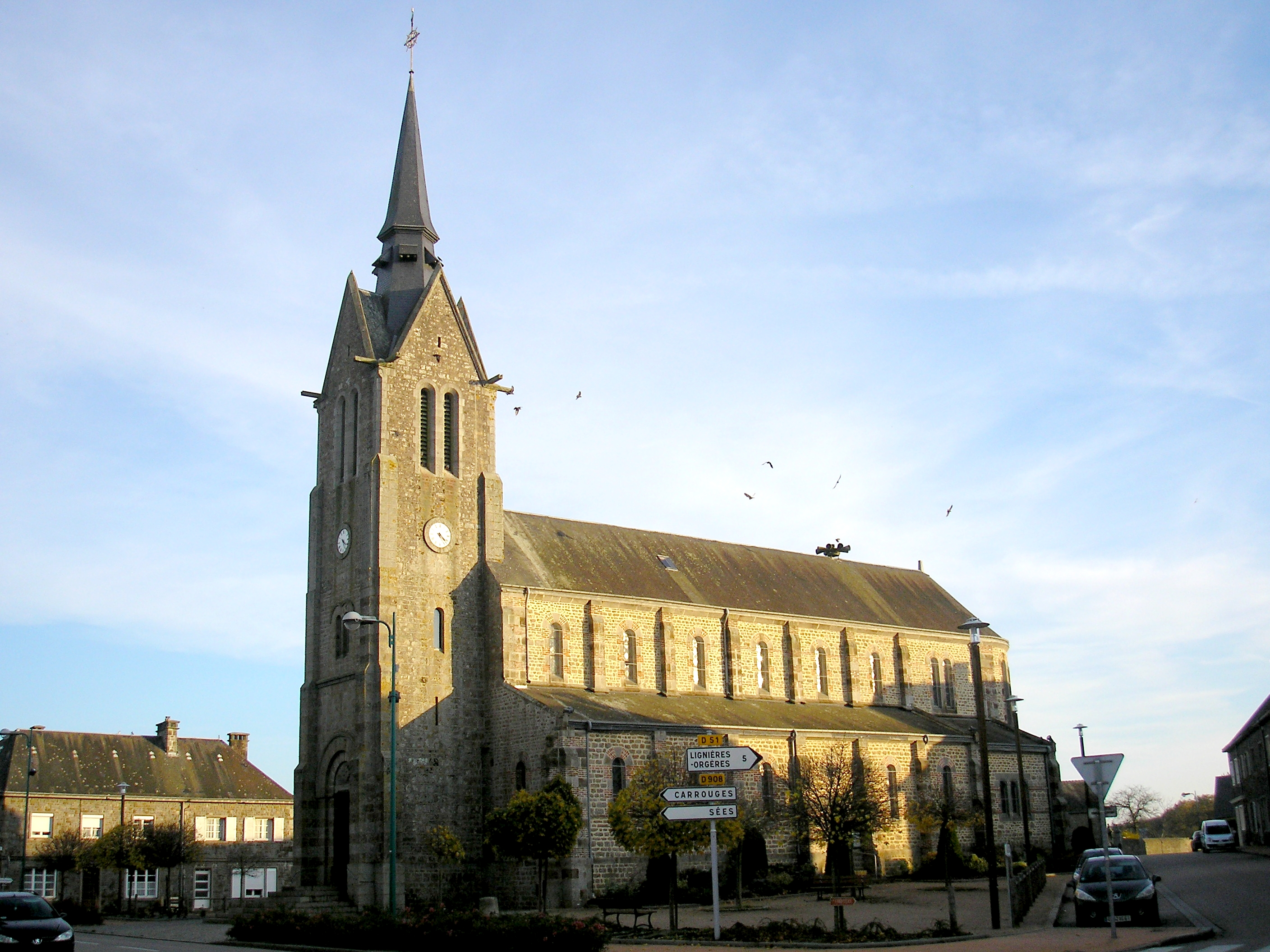
Kirche Saint-Jean-Baptiste
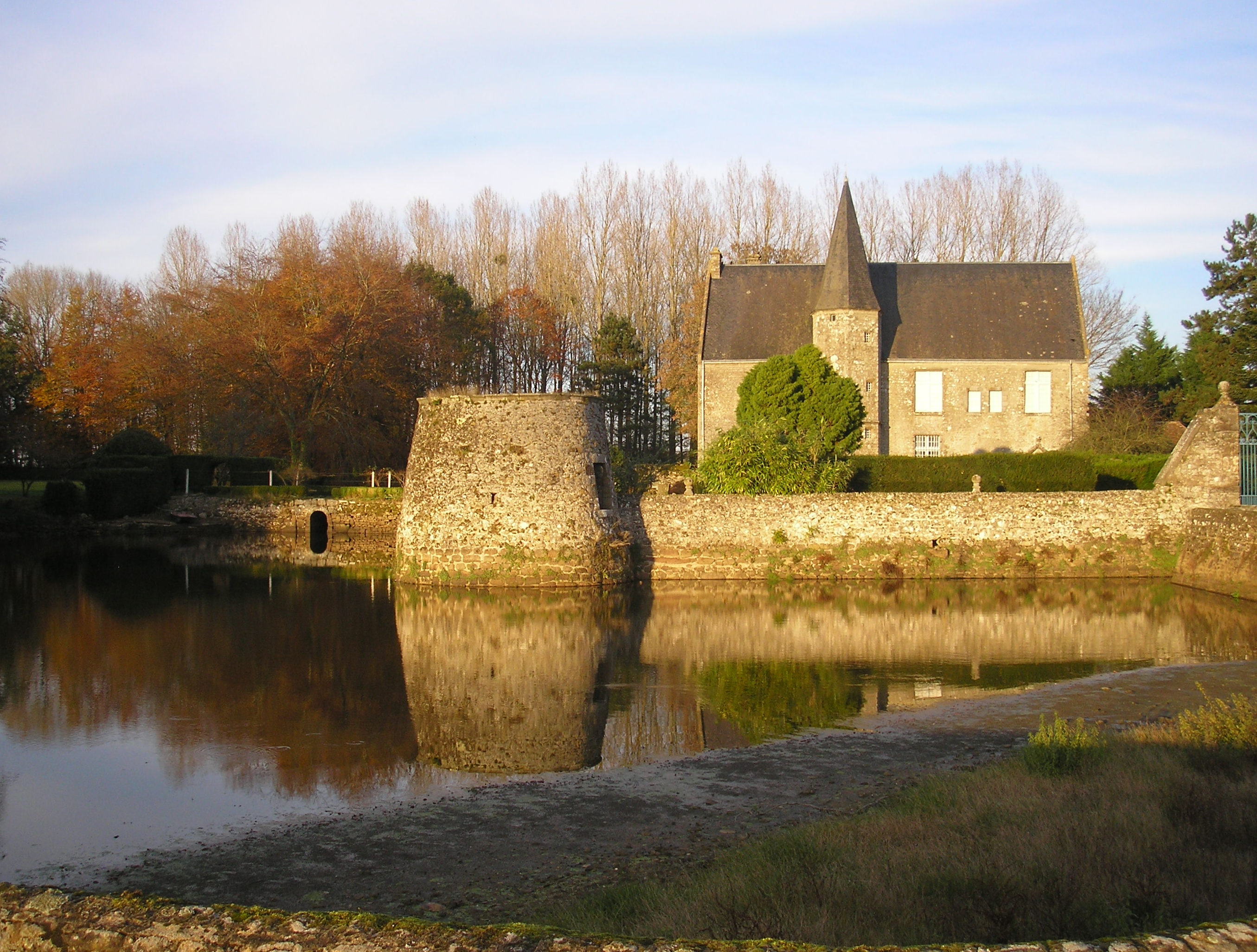
Herrenhaus
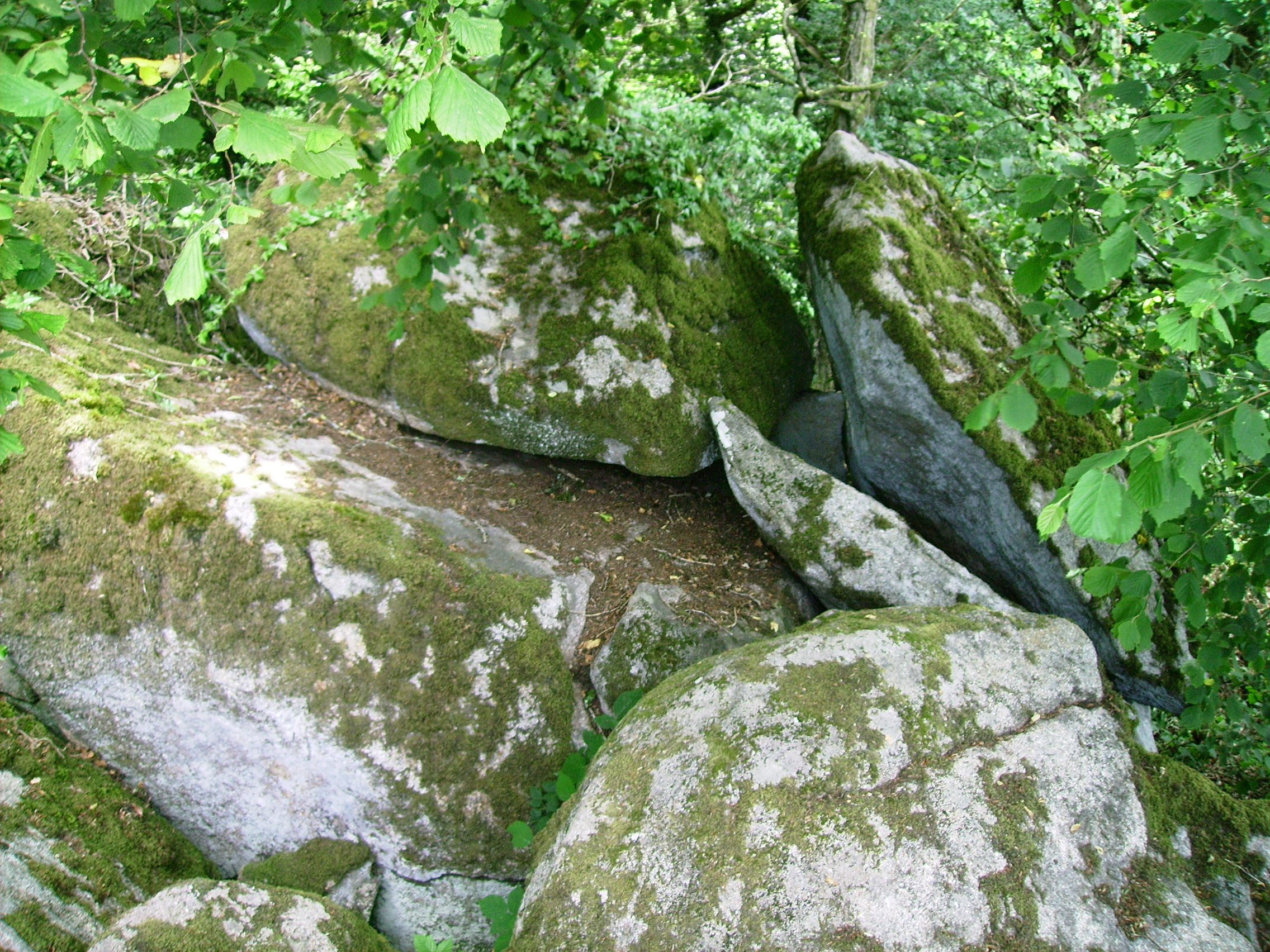
Stein Toquante

## Persönlichkeiten
- Eugène Lampsonius (1822–1871), Maler und Zeichner